# Łukasz Jankowski (żużlowiec)
Łukasz Jankowski (ur. 7 grudnia 1982 w Lesznie) – polski żużlowiec.
Syn Romana Jankowskiego i brat Marcina Jankowskiego – również żużlowców.

## Działalność sportowa
Licencję żużlową uzyskał w 1999 r. jako zawodnik Unii Leszno. Klub ten reprezentował do 2005 r., a w kolejnych latach startował w barwach klubów: Start Gniezno (2006), KM Ostrów Wielkopolski (2007), PSŻ Poznań (2008–2009), Orzeł Łódź (2010–2011) oraz Falubaz Zielona Góra (od 2012).
Złoty medalista młodzieżowych drużynowych mistrzostw Polski (Leszno 2001). Brązowy medalista młodzieżowych indywidualnych mistrzostw Polski (Częstochowa 2001). Srebrny medalista drużynowych mistrzostw Polski (2002). Finalista indywidualnych mistrzostw świata juniorów (Slaný 2002 – VII miejsce). Srebrny medalista mistrzostw Polski par klubowych (Leszno 2012).
Startował w lidze brytyjskiej, w barwach klubów z King’s Lynn (2002), Belle Vue (2007–2008, 2011) oraz Poole (2009).